# Хювефарма Арена
Хювефарма Арена (на английски: Huvepharma Arena) е футболен стадион в град Разград. Това е клубният стадион на ПФК „Лудогорец“ (Разград). Съоръжението, което е било построено в средата на 50-те години на миналия век, е реконструирано през лятото на 2011 г., за да отговаря на всички критерии за приемане на мачове от елитната футболна група на България. Стадионът е сред най-модерните в България и разполага с най-високата категория 4 на УЕФА, която дава право на провеждане на мачове от основаната фаза на Лига Европа и Лига на конференциите. Паралелно с изграждането на модерен стадион, клубът строи тренировъчна база, която разполага с два типа терени – с естествена и с изкуствена настилка. Базата разполага с модерен възстановителен и рехабилитационен център и администрация. През горещите летни дни топлото време навън не се усеща толкова много от присъстващите, тъй като той е проектиран така, че отвсякъде да влиза въздух и да става течение. В началото на 2020 г. стадионът има ново име, като е кръстен на фармацевтичната компания Хювефарма, а именно „Хювефарма Арена“.

## История
Стадионът е построен като многофункционална градска спортна база през 50-те години на ХХ век и до 2011 г. носи името „Дянко Стефанов“. Името „Лудогорец Арена“ получава след сесия на Общинския съвет през май 2011 г. след промоцията на ПФК Лудогорец в А група. Идеята за преименуването му възниква 2 месеца по-рано. След ремонта през 2011 г. губи лекоатлетическата си писта и достига капацитет от 6500 седящи места. След построяването на Трибуна „Моци“ през 2015 г. достига капацитет от 8808 места. След завършването на реконструкцията на Сектор А ще достигне капацитет от 12 500 зрители.

## Разширения
Беше оформен изцяло нов сектор в южната страна на стадиона. Секторът е с капацитет от 700 места. През 2015 година на негово място е построена трибуна „Моци“, която е дом на ултрасите на „орлите“. Капацитетът ѝ е 2308 места.
През лятото на 2011 г. за първи път на централната трибуна е изградена и козирка, която покрива модерната VIP зона. Местата за официалните гости на „Хювефарма арена“ и медиите вече са близо 100.
На централната трибуна също бяха създадени отлични условия за зрителите. Специфичното за „Хювефарма Арена“ е, че от всяка точка на стадиона има перфектна видимост към футболното поле. Съоръжението напомня класическа арена, в която зрителите са максимално близо до играчите. Делят ги, обаче, не огради, а предпазна височина.
Сред екстрите за зрителите са и модерните санитарни възли. На всеки 150 души има тоалетна и възможност за освежаване.
През 2011 г. успешно приключи пълната реконструкция на градския стадион в Разград, с което „Хювефарма Арена“ вече отговаря на всички критерии на УЕФА за предварителните квалификационни фази на Шампионска лига.
Пропусквателният режим на „Хювефарма Арена“ също е на доста високо ниво. Най-масовият сектор – В има два входа. Същото важи и за централната трибуна. За нея достъпът е през секторите А и Б. Феновете в сектор Д имат самостоятелен вход. Същото важи и за гостуващата агитка. Подходът за нея позволява да се изгради солидна буферна зона и така да няма досег между публиката на двата отбора. Огромно достойнство на „Хювефарма Арена“ е, че той може да се изпразни само за 3 минути. Освен входовете и изходите на стадиона към терена има и достатъчно на брой аварийни врати, които позволяват на публиката при природен катаклизъм или бедствие да се евакуират на терена, който се приема за най-безопасното място в такива моменти.
„Хювефарма Арена“ разполага с три паркинга, единият от които е само за представителите на медиите. На стадиона има оборудвана конферентна зала и високоскоростен интернет, което създава допълнителни удобства за медиите.

## Планирани разширения
Ръководството на ПФК „Лудогорец“ (Разград) ще вложи около 30 милиона лева в изграждането на новия облик на стадиона. Със задачата за строителството изцяло се е заел собственикът на „орлите“ Георги Домусчиев, който изгради и новата тренировъчна база на тима, която е една от най-модерните на Балканския полуостров.
През 2017 година Лудогорец вече събори стария сектор В и започна работа по отновошното му изграждането. Трибуната ще изглежда също като построената през 2015 година трибуна „Моци“, само че ще събира към 5 хиляди зрители, което е двойно повече. Тя ще бъде вдигната за около няколко месеца, като се очаква през лятото на 2017 година тя да бъде напълно завършена. След като бъде напълно изградена, веднага ще стартира работа и по разположения близо до нея друг сектор А. През това време официалната ложа и тази за медиите, ще бъдат преместени в нановоизградения сектор В.
Сектор А ще бъде най-скъпият от всички досегашни, тъй като ще разполага с всички възможни удобства – съблекални, зали, кабинети, възстановителен център, паркинг и т.н. Изграждането на тази трибуна ще продължи много повече – около една година. Накрая ще се обърне внимание и на гостуващия сектор, който също ще трябва да претърпи сериозна промяна. В завършен си вид, подновеният разградски стадион „Хювефарма Арена“ ще може да събира малко повече от 13 хиляди души и дори ще бъде способен да приеме 1/2-финал от европейските турнири.

## Капацитет
„Хювефарма Арена“ разполага и с модерно видеонаблюдение, което допълнително повишава сигурността на зрителите. Камерите са настроени така, че да улавят дори и най-дребните форми на вандалщина и хулиганско поведение по трибуните. Видеоочите са способни да засекат не само хвърляне на предмети, но и опит да се влезе на стадиона с фалшиви пропуски. Вече има изградена ефективна система за работа с полицията и още при самото откриване на стадиона бяха засечени и осъдени нарушители на обществения ред. Същите ще бъдат идентифицирани от видеонаблюдението при последващи опити да влязат на стадиона.
„Хювефарма Арена“ разполага още с три паркинга, единият от които е само за представителите на медиите. На стадиона има оборудвана конферентна зала и високоскоростен интернет за медиите. Възстановителният център също е една от екстрите на „Хювефарма Арена“. В него има сауна, джакузи, басейн и масажни зали, които се ползват от представителния отбор на „Лудогорец“.
Капацитетът на стадиона е 10,254 души. Монтиран е и мултимедиен екран, единствен по рода си в България, с размери 9 х 6 m., на който се излъчват повторения на най-интересните моменти от футболните срещи, както и рекламни клипове на спонсорите и рекламодателите. Екран на същия производител има на стадиона на Барселона „Камп Ноу“, както и на стадион на Реал Мадрид „Сантиаго Бернабеу“. На стадион „Хювефарма Арена“ е изградено и най-модерното осветление в България гарантиращо осветеност от 2000 лукса.
През сезон 2016/2017 г. стартира поредният етап от новата реконструкция на „Хювефарма Арена“, чиято цел е стадионът да отговаря на всички критерии на УЕФА за провеждане на мачове от европейски клубни турнири до фаза ½ финал. През април 2017 г. започна изграждането на сектор В, който ще бъде открит в началото на сезон 2017/2018 г.
Капацитет на „Хювефарма Арена“ по сектори:
1. Централна трибуна – 650 места
2. Сектор А – 991 места
3. Сектор А1 – 640 места
4. Сектор Б (трибуна МОЦИ) – 2308 места
5. Сектор В – 3541 места
6. Сектор Г – 999 места

## Трибуна „Моци“
Строежът на съоръжението започна през септември 2014. Новият сектор разполага с 2308 седящи места със седалки като на „Алианц Арена“ в Мюнхен. По-голямата част от тях са покрити с козирка. За комфорта на зрителите е предвидена кетеринг зона, телевизори, луксозни санитарни възли и стая за първа помощ. Достъпът ще става през турникети, които допълнително увеличават сигурността на „Хювефарма Арена“.
Отборите разполагат с модерни и просторни съблекални с всякакви удобства, а тунелът е доставен от Великобритания и е по модел на използваните от английските грандове. За медиите е предвидена конферентна зала и удобна микс зона.
Съоръжението е част от мащабната инвестиционна програма на ПФК Лудогорец. То е кръстено на футболиста Козмин Моци, станал световноизвестен, след като спаси две дузпи на плейофа със Стяуа и така ПФК Лудогорец дебютира в групите на Шампионската лига.
Откриването на трибуната през 2015 година (по време на мача с Локомотив София) е само една от изненадите за 70-ия юбилей на Лудогорец. Специално за юбилея пристигна сръбската мегазвезда Цеца Величкович, която пя за привържениците на Лудогорец. Разградското дете с ангелски глас Крисия и фолкдивата от Джена също бяха част от спектакъла на „Хювефарма Арена“. Футболните фенове бяха свидетели и на различни забавления, томбола и церемония по награждаване на най-заслужилите ветерани на ПФК Лудогорец и грандиозна заря. Клубът бе подготвил и юбилейно издание с уникални фотоси от историята на отбора, значки за годишнината, както и специални фланелки с автентичните цветове на отбора. Специална серия шалове също се бяха появили в магазинната мрежа на клуба. Безспорно най-големият хит сред артикулите бе велосипедът „Лудогорец“.
Специалната изненада за деня на откриването е Денят на отворени врати на трибуна „Моци“. Всички, които бяха закупили билет за мача и концерта, имаха възможност да видят новите съблекалните, които ползват „орлите“, както и останалите модерни помещения под трибуна „Моци“.
Редица важни фигури уважиха тържеството на „Лудогорец“. Лентата на трибуната беше прерязана от премиера на България Бойко Борисов, от финансовия министър Владислав Горанов, министъра на регионалното развитие Лиляна Павлова и президента на БФС Борислав Михайлов.

## Сектор B
През сезон 2016/2017 г. стартира поредният етап от новата реконструкция на „Хювефарма Арена“, чиято цел е стадионът да отговаря на всички критерии на УЕФА за провеждане на мачове от европейски клубни турнири до фаза ½ финал. През април 2017 г. започна изграждането на сектор В, който бе отворен за зрители на 12 август 2017 г. за домакинския мач с Верея (Стара Загора). Трибуната разполага с близо 4000 места, VIP зони, подзомен паркинг за VIP посетителите. Както на трибуна „Моци“, в променадата на сектора е обособена зала на славата с кадри от паметни мачове на Лудогорец в европейските клубни турнири.

## Спортен център „Лудогорец“
Тренировъчната база на Лудогорец е открита на 21 юни 2012 година. Лентата на кампа преряза лично министър-председателят Бойко Борисов. „Гнездо на орли“ е не само най-модерният комплекс в България, но е и сред най-модерните такива в Европа, потвърдиха от немската фирма „Polytan“, която поставя изкуствените терени в Бундеслигата. Това обяви при откриването на тренировъчната и база един от собствениците на тима – Георги Домусчиев. Обектът бе изграден за по-малко от година, припомни той. В него влизат терен с естествено покритие и лекоатлетическа писта, изкуствен терен, два маломерни терена, които през зимата ще могат да се покрият и отопляват, фен магазин, фитнес, спа център, конферентна зала. Сред екстрите на комплекса са настилките на всички терени, те са последно поколение и са конструирани с цел запазване здравето на спортистите.
„Една травма в детството се отразява на кариерата на спортистите, българските футболисти като отидат в чужбина на големите натоварвания и се получават травми“, коментира и премиерът Бойко Борисов. Той призова всички, които искат да се нарекат „футболни президенти“ да дойдат в Разград да видят какво трябва да направят за спорта. „Като имаш база, успехите идват, ако не на първата и на втората, то на третата година“, каза Борисов и посочи една от детските формации на „Лудогорец“ с прогнозата, че след 3 години момчетата със зелени фланелки ще са майстори и тимът от Разград отново ще е шампион.
Базата „Гнездо на орли“ в първия си етап е разположена върху 40 дка. Разполага с терен с естествено покритие – 10568, заедно със съвременна лекоатлетическа писта. На разположение на Детско-юношеската академия е и терен с изкуствено покритие последно поколение, производство на водещата немска фирма Polytan производител на повечето от терените на клубовете от Бундеслигата. Талантите на Лудогорец ще могат да използват и два маломерни изкуствени терена, отново на фирма Polytan, които имат възможността да бъдат покривани през зимата. Абсолютно всички терени на базата разполагат с осветление. В „Гнездо на орли“ функционират модерни спа център, фитнес зала, съблекални, докторски кабинети и фен магазин. Жителите на Лудогорието също са добре дошли. Те могат да използват срещу заплащане фитнеса, сауната и маломерните терени. Гостите имат възможност да отседнат на ароматно кафе в луксозно кафене, което се намира в административната част на кампа и в същото време да разгледат отблизо всички осем шампионски купи, купи на България и суперкупи, спечелени през сезони 2011/2012 г., 2012/2013 г., 2013/2014 г., 2014/2015 г., 2015/2016 г., както и да си закупят фен артикул, с което ще подпомогнат развитието на академията по футбол.

## Конкурсът за рисунка на асфалт „Лудогорец и аз“
Това е конкурс, който се провежда ежегодно за Деня на детето на 1 юни на паркинга на Лудогорец арена. Събитието е с безплатен вход. Конкурсът рисунка на асфалт е инициатива, целяща възпитанието на децата в Лудогорието в любов към футбола и спорта. За първи път се провежда през 2011 г. и оттогава е станала нещо като традиция. Всяко едно от децата има по 30 минути да направи своята рисунка с тебешир върху асфалт, претворявайки своите емоции от шампионския триумф на „орлите“ в рисунка. Тричленно жури определя победители за всяка възрастова група. Всяка година конкурсът се води от определено мото. В конкурса право на участие имат подрастващи между 5 и 15 години. Те биват разделени в три възрастови групи – между 5 и 7 години, между 8 и 10 години и между 11 и 15 години. Наградите се осигуряват от клуба, центъра за работа с деца в Разград и дамския фенклуб Green ladies. Наградите представляват пособия за рисуване, раници с герои от детски филмчета, артикули с логото на „Лудогорец“ и футболни топки, а за всички участници има поощрителни призове и по-едно парче вкусна торта, изготвена от разградската сладкарница Лазоров. Тортата се отличава с това, че всяка година на нея е отпечатана снимка с футболистите на ПФК Лудогорец. Участниците и техните родители също така ще имат страхотната възможност да видят купата, спечелена през последния сезони да се снимат с нея. През 2017 ПФК „Лудогорец“ съобщава, че при влошени метеорологични условия конкурсът вече няма да се отменя. При такава обстановка организаторите канят всички участници на клубната база, където да се забавляват с различни игри и да опитат шампионската торта. Тази практика за първи път е използвана през тази година, но в предишни, когато атмосферните условия са били също неподходящи, събитието е било премествано за по-предна дата. Единствения минус от това решение на ръководството от 2017 г. е, че децата са нямали възможност да рисуват на асфалт, но вероятно за тях е било много по-забавно да видят клубната база на своя любим футболен отбор за разнообразие от другите пъти, когато събитието винаги се е било провеждало единствено на открито.

## Разпределение
Изградени са 7 входа, които разполагат с достатъчен капацитет да поемат ритмично влизане на публика на стадиона.
- Притежателите на клубни карти и билети за „Централна трибуна“ имат възможност да стигнат до местата си от два входа – от сектор А и от сектор A1. Следвайте указателните табели. В деня на мача може да закупите билет за „Централна трибуна“ на касите на входовете за сектор А и сектор A1.
- Притежателите на билети за сектор А влизат от един вход (виж схемата). Той се намира в западната част на стадиона – ул. „Проф. Илия Петров“, в близост до Северен булевард.
- Притежателите на клубни карти и билети за сектор A1 влизат в отделно обособен вход на ул. „Проф. Илия Петров“, който се пада непосредствено до V.I.P. паркинга на стадиона.
- За притежателите на клубни карти и билети за сектор В има обособени два входа – в двата края на сектора, който е с най-голям капацитет. Входовете на намират на ул. „Васил Левски“. Сред по-старите лудогорци входовете са известни като входовете откъм парка.
- Притежателите на клубни карти и билети за сектор Б (трибуна Моци) влизат от вход, който е обособен до долния вход на сектор В.
- Гостуващата агитка се настанява в сектор Г. Там има отделен вход и каса. Входът се намира на Северен булевард.